# Pseudupeneus grandisquamis
Pseudupeneus grandisquamis (Gill, 1863) è un pesce di mare appartenente alla famiglia Mullidae.

## Distribuzione e habitat
È una specie demersale tipica delle zone subtropicali dell'est dell'oceano Pacifico: vive lungo le coste dell'America, dal Cile al Messico e nella Baja California. Nuota in zone con fondo sabbioso o fangoso.

## Descrizione
La lunghezza massima registrata è di 30 cm.